# هاینریش مارشنر
هاینریش مارشنر (انگلیسی: Heinrich Marschner; ۱۶ اوت ۱۷۹۵ – ۱۶ دسامبر ۱۸۶۱) یک رهبر ارکستر، و آهنگساز اهل آلمان بود.